# NGC 5890
NGC 5890 est une galaxie lenticulaire située dans la constellation de la Balance. Sa vitesse par rapport au fond diffus cosmologique est de 2 303 ± 37 km/s, ce qui correspond à une distance de Hubble de 34,0 ± 2,4 Mpc (∼111 millions d'al). NGC 5890 a été découverte par l'astronome américain Ormond Stone en 1886.
NGC 5890 renferme des régions d'hydrogène ionisé.